# Mill Hill East (métro de Londres)
Mill Hill East (en anglais : Mill Hill East tube station ou Mill Hill East Underground Station), est une station, en antenne, de la ligne Northern du métro de Londres, en zone 4 Travelcard. Elle est située sur la Bittacy Hill, à Mill Hill (en), sur le territoire du borough londonien de Barnet, dans le Grand Londres.

## Situation sur le réseau
La station Mill Hill East, en antenne sur la branche de High Barnet de la ligne Northern du métro de Londres, est située avant la station de bifurcation Finchley Central en direction du terminus sud Morden. Terminus d'une courte antenne à voie unique, elle dispose d'une voie et d'un quai latéral.

Plans de la ligne, du métro et des transports à Londres
Ligne Northern.
Métro.
Réseaux de Londres.

## Histoire

### Gare de Mill Hill
La gare de Mill Hill est mise en service le 22 août 1867, sur une ligne prévue pour une double voie mais ne disposant que d'une seule, par le Great Northern Railway.

### Station du métro de Londres
La gare devient une station, dénommée Mill Hill, du métro de Londres en 1923. Elle est renommée Mill Hill East le 1er mars 1928.

## Services aux voyageurs

### Accès et accueil
L'entrée principale de la station est située sur la Bittacy Hill, à Mill Hill (en).

### Desserte
La station terminus d'une courte antenne de Mill Hill East est desservie par des rames de la ligne Northern du métro de Londres circulant sur les relations High Barnet  - Morden (ou Kennington).

Installations et Desserte
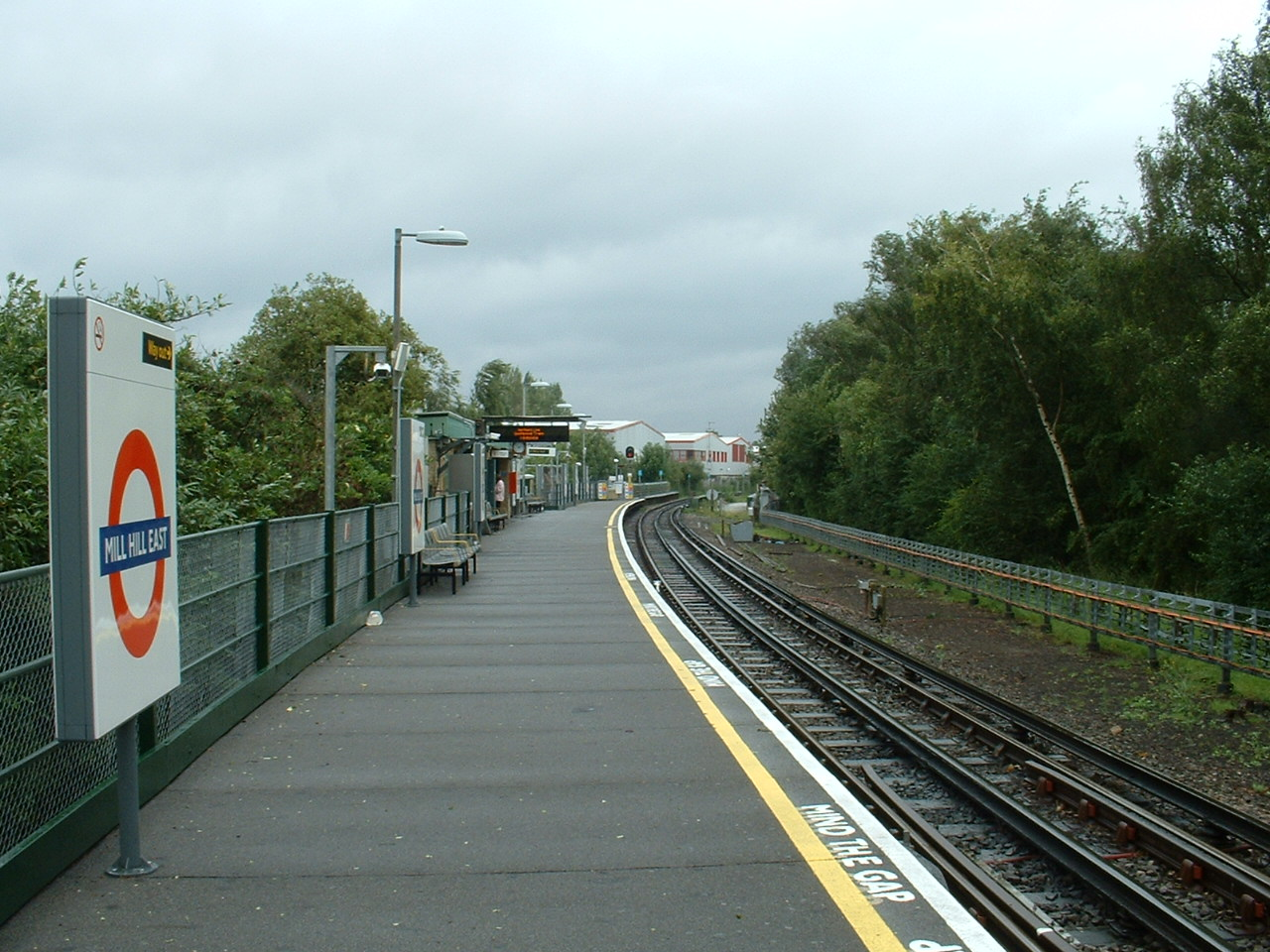
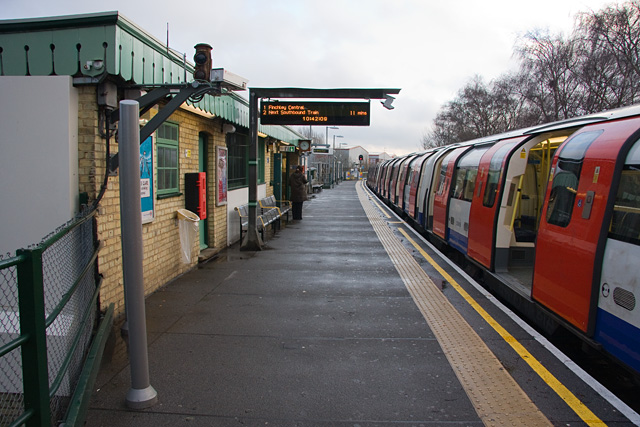
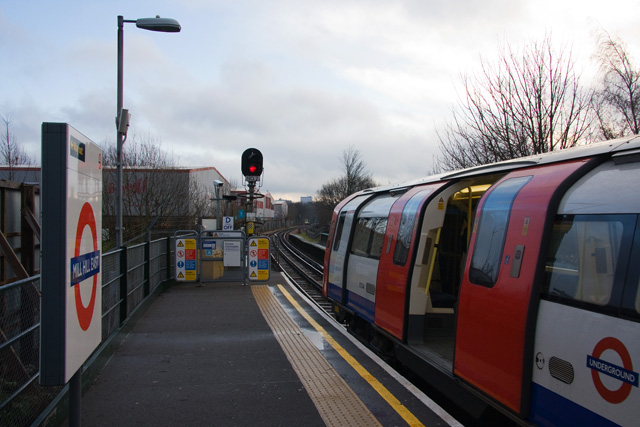

### Intermodalité
Elle est desservie par des autobus de Londres des lignes 220, 240 et 382.

## À proximité
- Mill Hill (en)